# V723 Возничего
V723 Возничего (лат. V723 Aurigae) — двойная затменная переменная звезда типа W Большой Медведицы (EW) в созвездии Возничего на расстоянии приблизительно 5749 световых лет (около 1763 парсеков) от Солнца. Видимая звёздная величина звезды — от +14,25m до +14,17m. Орбитальный период — около 0,7373 суток (17,694 часов).

## Характеристики
Первый компонент — жёлтая звезда спектрального класса G. Радиус — около 3,14 солнечных, светимость — около 6,101 солнечных. Эффективная температура — около 5123 K.
Второй компонент — жёлтая звезда спектрального класса G.